# 高柳县
高柳县，中国古县名。
西汉以高柳邑置，至今山西省阳高县。为代郡西部都尉治。东汉为代郡治，东汉末省。北魏复置，为高柳郡治所。《魏书·太祖纪》：登国元年（386年），帝“出代谷，会贺麟于高柳”，即此。孝昌中省。 